# Quando sarai piccola
Quando sarai piccola è un singolo del cantautore italiano Simone Cristicchi, pubblicato il 12 febbraio 2025 come primo estratto dalla riedizione del quinto album in studio Dalle tenebre alla luce.
Il brano è stato presentato in gara al 75º Festival di Sanremo, dove si è classificato al quinto posto al termine della manifestazione, vincendo il premio della Sala Stampa Radio-TV-Web "Lucio Dalla".

## Descrizione
Il brano, scritto nel 2020 dallo stesso Cristicchi insieme alla compagna Amara e a Nicola Brunialti, si presenta come una riflessione sul rapporto madre-figlio e tratta del ribaltamento dei ruoli tra genitore e figlio, con il figlio che si prende cura della madre, la quale, a causa della malattia (nel caso della madre di Cristicchi, i postumi di una grave emorragia cerebrale seguita ad un ictus che l'ha realmente colpita nel 2012) e della vecchiaia, torna ad essere "piccola".

## Controversie
Il cantante è stato criticato sui differenti social network e da testate giornalistiche, tra cui Selvaggia Lucarelli, sia per delle sue vecchie dichiarazioni in merito alla maternità surrogata, sia per la falsa narrazione e pietismo adottato riguardo al significato del brano e alla strumentalizzazione della malattia di Alzheimer. Nel corso della manifestazione canora sono state mosse critiche per presunti favoritismi per la partecipazione del cantante da parte del Governo Meloni e della Rai per le posizioni sociopolitiche del cantante. Il 10 marzo 2025 cantante ha dichiarato di non avere rapporti con le cariche politiche e che la madre non è ammalata di tale patologia.

## Tracce
Download digitale, streaming
1. Quando sarai piccola – 3:06
2. La cura (con Amara) – 3:47

## Classifiche
| Classifica (2025) | Posizione massima |
| ----------------- | ----------------- |
| Italia            | 16                |

## Riconoscimenti
- Premio Lunezia Sanremo 2025 per il valore emozionale[14]